# Campeonato Mundial de Campeones de Atletismo de 2026
El I Campeonato Mundial de Campeones de Atletismo (en inglés: 2026 World Athletics Ultimate Championships) se celebrará en Budapest (Hungría) entre el 11 y el 13 de septiembre de 2026 bajo la organización de World Athletics y la Federación Húngara de Atletismo.
Las competiciones se realizarán en el Centro Nacional de Atletismo de la capital húngara.